# Manfreda sileri
Manihot sileri là một loài thực vật có hoa trong họ Măng tây. Loài này được Verh.-Will. mô tả khoa học đầu tiên năm 1978.